# ПАР на літніх Олімпійських іграх 2012
Південно-Африканська Республіка на літніх Олімпійських ігор 2012 була представлена 125 спортсменами у 17 видах спорту.

## Медалісти
| Медаль | Спортсмени                                           | Вид спорту                       | Дисципліна                                         | Дата      |
| ------ | ---------------------------------------------------- | -------------------------------- | -------------------------------------------------- | --------- |
| Золото | Камерон ван дер Бург                                 | Плавання                         | 100 м брасом, чоловіки                             | 29 липня  |
| Золото | Чад ле Клос                                          | Плавання                         | 200 м батерфляєм, чоловіки                         | 31 липня  |
| Золото | Джеймс Томпсон Меттью Бріттен Джон Сміт Сізве Ндлову | Академічне веслування            | легка чертвірка розстібна без стернового, чоловіки | 2 серпня  |
| Срібло | Чад ле Клос                                          | Плавання                         | 100 м батерфляєм, чоловіки                         | 3 серпня  |
| Срібло | Кастер Семеня                                        | Легка атлетика                   | 800 м, жінки                                       | 11 серпня |
| Бронза | Бріджітт Гартлі                                      | Веслування на байдарках та каное | байдарки-одиночки, 500 м, жінки                    | 9 серпня  |

## Велоспорт
ПАР представляло 9 спортсменів.

### Шосе
| Спортсмен                                     | Подія                            | Час      | Місце |
| --------------------------------------------- | -------------------------------- | -------- | ----- |
| Деріл Імпі (Daryl Impey)                      | групова шосейна гонка (чоловіки) | 5:46:37  | 40    |
| Робін де Грот (Robyn de Groot)                | групова шосейна гонка (жінки)    | OTL      | OTL   |
| Ешлі Мулман (Ashleigh Moolman)                | групова шосейна гонка (жінки)    | 3:35:56  | 16    |
| Ешлі Мулман (Ashleigh Moolman)                | роздільна шосейна гонка (жінки)  | 42:23.57 | 24    |
| Йоганна ван де Вінкель (Joanna van de Winkel) | групова шосейна гонка (жінки)    | 3:35:56  | 28    |

### Трек
Спринт
| Спортсмен                                 | Подія                            | Кваліфікація           | Кваліфікація | Раунд 1                            | Додатковий відбірковий 1                            | Раунд 2                            | Додатковий відбірковий 2                      | Чвертьфінали                       | Півфінали                          | Фінал                                                                          | Фінал |
| Спортсмен                                 | Подія                            | Час Швидкість (км/год) | Місце        | Суперник(и) Час Швидкість (км/год) | Суперник(и) Час Швидкість (км/год)                  | Суперник(и) Час Швидкість (км/год) | Суперник(и) Час Швидкість (км/год)            | Суперник(и) Час Швидкість (км/год) | Суперник(и) Час Швидкість (км/год) | Суперник(и) Час Швидкість (км/год)                                             | Місце |
| ----------------------------------------- | -------------------------------- | ---------------------- | ------------ | ---------------------------------- | --------------------------------------------------- | ---------------------------------- | --------------------------------------------- | ---------------------------------- | ---------------------------------- | ------------------------------------------------------------------------------ | ----- |
| Бернард Естергюйзен (Bernard Esterhuizen) | індивідуальний спринт (чоловіки) | 10.350 69.565          | 15           | Роберт Ферстеманн (GER) L          | Одей Маскіаран (ESP) Чжан Мяо (CHN) W 10.762 66.902 | Джейсон Кенні (GBR) L              | Роберт Ферстеманн (GER) Павел Келемен (CZE) L | не пройшов                         | не пройшов                         | 9-те місце Сейітіро Накаґава (JPN) Павел Келемен (CZE) Херсоні Канелон (VEN) L | 11    |

### Маунтинбайк
| Спортсмен                          | Подія                  | Час     | Місце |
| ---------------------------------- | ---------------------- | ------- | ----- |
| Філіп Байз (Phillip Buys)          | крос-кантрі (чоловіки) | 1:40:11 | 35    |
| Баррі Стендер (Burry Stander)      | крос-кантрі (чоловіки) | 1:29:37 | 5     |
| Кандіс Нітлінґ (Candice Neethling) | крос-кантрі (жінки)    | 1:45:03 | 28    |

### BMX
| Спортсмен                    | Подія          | Відбірковий | Відбірковий | Чвертьфінал | Чвертьфінал | Півфінал   | Півфінал   | Фінал      | Фінал      |
| Спортсмен                    | Подія          | Результат   | Місце       | Очки        | Місце       | Очки       | Місце      | Результат  | Місце      |
| ---------------------------- | -------------- | ----------- | ----------- | ----------- | ----------- | ---------- | ---------- | ---------- | ---------- |
| Сіфісо Нлапо (Sifiso Nhlapo) | BMX (чоловіки) | 40.788      | 30          | 27          | 8           | не пройшов | не пройшов | не пройшов | не пройшов |